# Crip
Crip är ett begrepp och en rörelse som kritiserar funktionsnormer. Istället för att prata om funktionsnedsättningar i medicinska termer, fokuserar cripbegreppet på normer i samhället. Crip är ett centralt begrepp inom cripteori. 

## Cripbegreppets ursprung
Crip kommer ursprungligen från det engelska ordet cripple, “krympling”. Det är ett i grunden nedsättande ord som har återerövrats av personer med normbrytande funktionalitet som använder ordet för att beskriva sig själva och samhället omkring dem.

## Cripteori
Cripbegreppet akademiserades genom teoribildningen cripteori. Till stor del genom boken Crip Theory: Cultural Signs of Queerness and Disability av Robert McRuer, 2006.
Enligt cripteorin finns det en allmän förväntan om att en kropp ska se ut och fungera på ett sätt. Samhället är därför uppbyggt för personer som har en viss typ av funktionalitet, och personer med alternativ funktionalitet blir i och med det utestängda. Cripteori är nära besläktad med queerteori, genom dess studier av normbrytande funktionalitet och kritik av normalitet.